# Music in Motion
Music In Motion er Amy Diamonds tredje album. Det udkom 24. maj 2007, udsendt af Bonnier Amigo Music Group.

## Sangliste
1. "Stay My Baby"
2. "Is It Love?"
3. "Sleepy Sunday"
4. "Speed Of Light"
5. "Look The Other Way"
6. "Domino"
7. "Takes One To Know One"
8. "Graduation Song"
9. "So 16"
10. "Yellow Shirt"
11. "We’re In This Together"
12. "Looks Like We Made It"
13. "We Could Learn A Lot"